# 판다양과 고슴도치
《판다양과 고슴도치》는 2012년 8월 18일부터 2012년 10월 7일까지 방송 되었던 텔레비전 드라마다.

## 등장인물

### 주요 인물
- 동해 : 고승지 역 (아역 : 서동현)
- 윤승아 : 판다양 역
- 최진혁 : 최원일 역
- 유소영 : 강은비 역

### 그 외 인물
- 박근형 : 박병무 역
- 이문희 : 박미향 역
- 양희경 : 김갑순 역
- 임은혜 : 판다나 역
- 유승목 : 길동구 역
- 구본임 : 미라 역
- 현석 : 최재겸 역
- 홍여진 : 황정례 역
- 송인화 : 최원이 역
- 박상훈 : 조견우 역
- 한승현 : 황범보 역
- 정민진 : 조기태 역
- 황병국 : 이종갑 역
- 박하나 : 박하나 역
- 남지현 : 남지현 역
- 남경읍 : 형사 역

## 시청률
| 2012년 | 2012년   | 2012년         |
| 회차   | 방송일   | AGB닐슨 시청률 |
| ------ | -------- | -------------- |
| 제1회  | 8월 18일 | 0.244%         |
| 제2회  | 8월 19일 | 0.253%         |
| 제3회  | 8월 25일 | 0.183%         |
| 제4회  | 8월 26일 | 0.224%         |
| 제5회  | 9월 1일  | 0.195%         |
| 제6회  | 9월 2일  | 0.270%         |
| 제7회  | 9월 8일  | 0.236%         |
| 제8회  | 9월 9일  | 0.000%         |
| 제9회  | 9월 15일 | 0.139%         |
| 제10회 | 9월 16일 | 0.191%         |
| 제11회 | 9월 22일 | 0.163%         |
| 제12회 | 9월 23일 | 0.189%         |
| 제13회 | 9월 29일 | 0.183%         |
| 제14회 | 9월 30일 | 0.202%         |
| 제15회 | 10월 6일 | 0.232%         |
| 제16회 | 10월 7일 | 0.158%         |